# Torre de agua

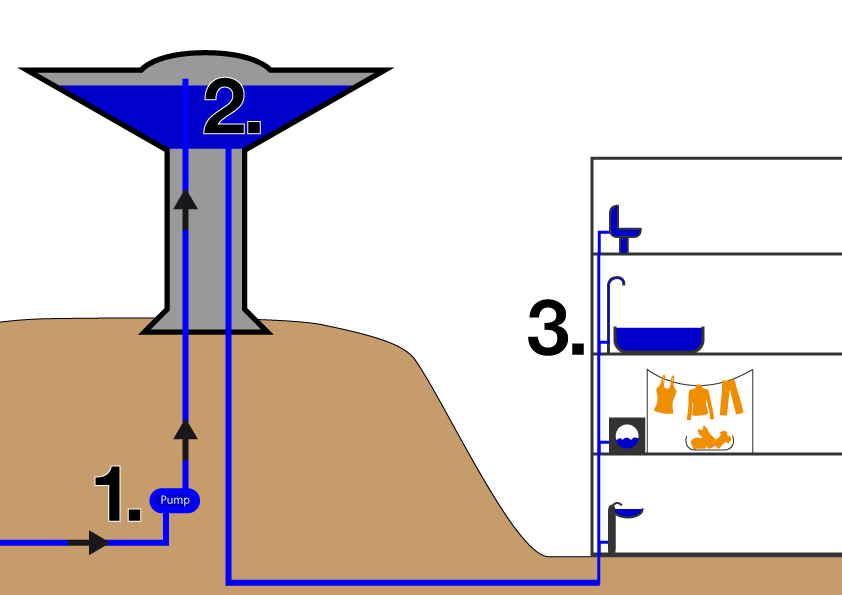
Operación de una torre de agua típica:
1. Estación de bombeo
2. Reservorio
3. Empleo de agua

Una torre de agua, copa de agua o estanque elevado es un gran contenedor de agua construido con el propósito de guardar grandes cantidades de agua a una altura suficiente para presurizar sistemas de distribución de agua. La presurización ocurre a través de la elevación del agua, por cada 10 cm de elevación, se produce 1 kPa; así 30 m de altura producen aproximadamente 300 kPa, lo cual es suficiente presión para operar con los requisitos del sistema de distribución del agua a presión.
En algunas áreas como Nueva York, se construyen torres de agua más pequeñas para edificios individuales.
Algunas torres de agua son las siguientes:
- Torre de agua de Chisináu
- Torre de agua de Esbjerg
- Torre de agua de Haukilahti
- Torre de Agua de Oranjestad
- Torre de Agua de Outjo
- Torre de agua de Warner Bros.

## Historia

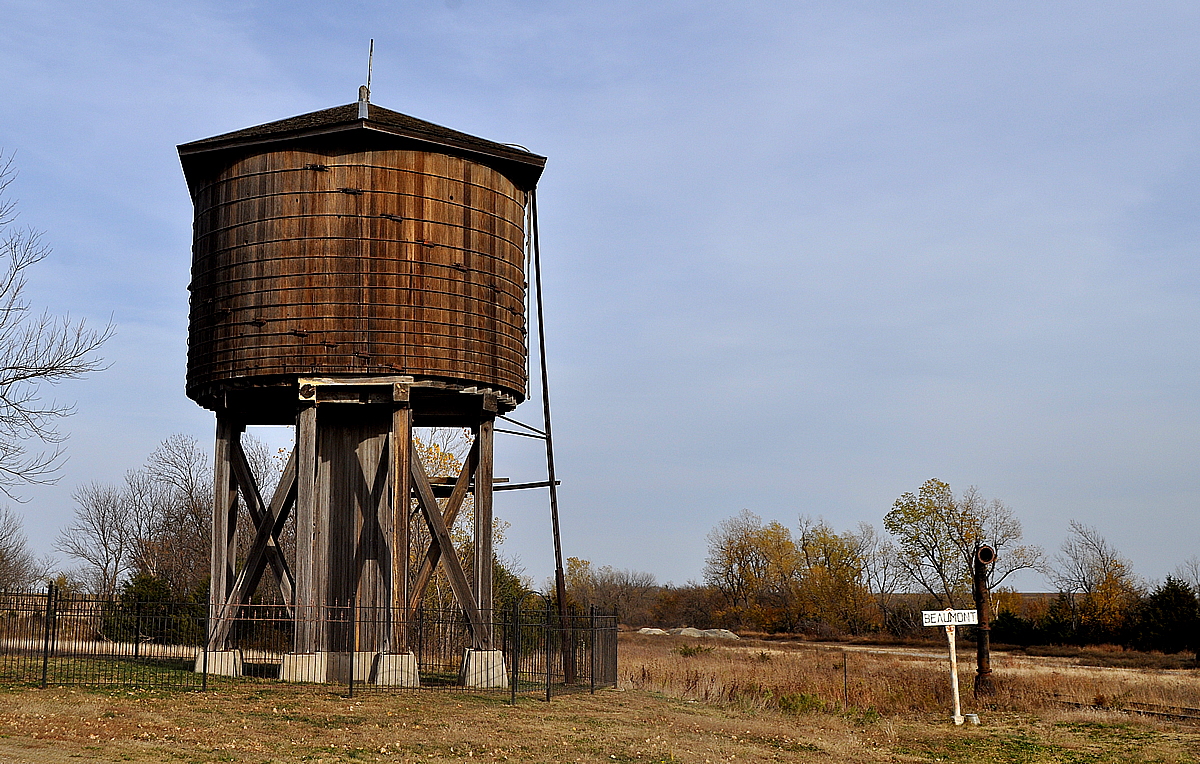
Beaumont St. Louis and San Francisco Railroad Water Tank (1875, restaurado en 2012), Beaumont, Kansas, EE. UU.

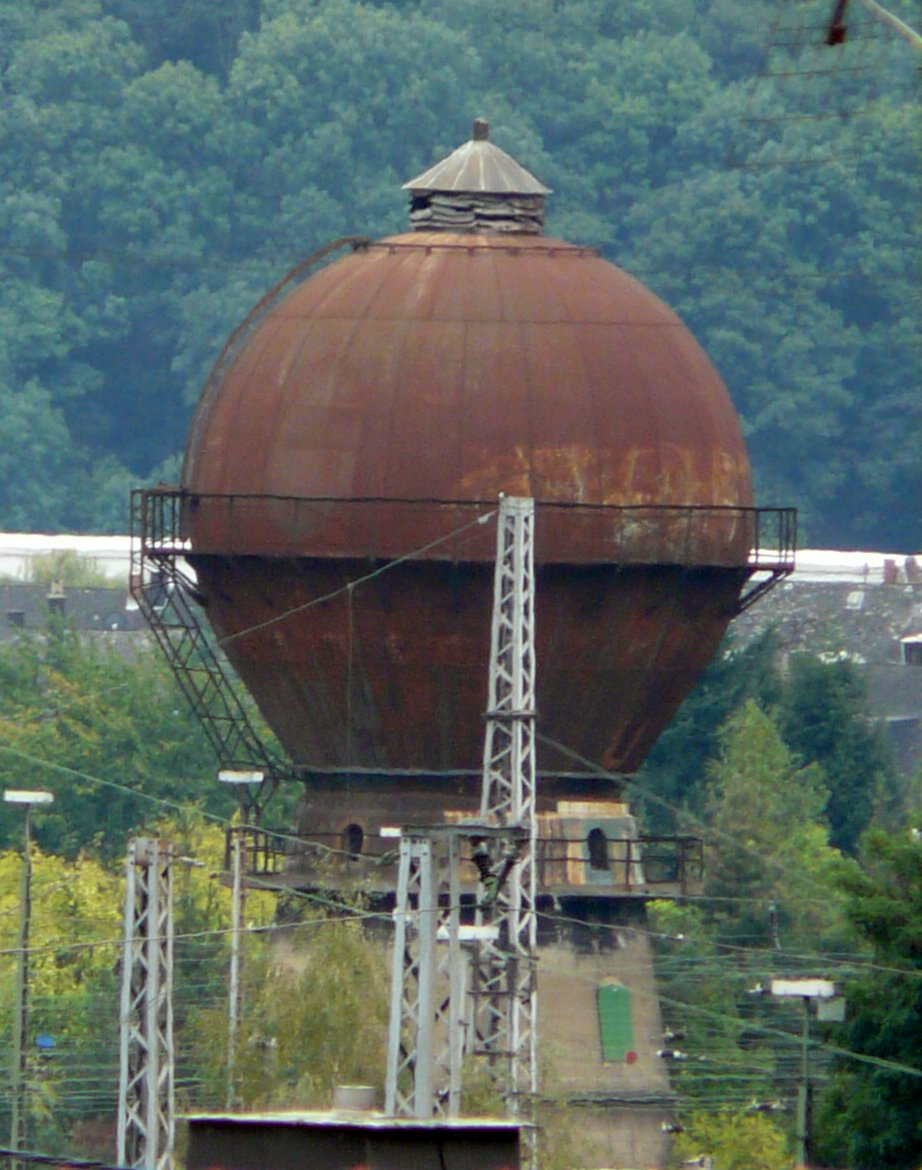
Torre de agua de ferrocarril en forma de esfera en desuso en Trier, Alemania

Aunque el uso de tanques de almacenamiento de agua elevados ha existido desde la antigüedad en varias formas, el uso moderno de torres de agua para sistemas públicos de agua presurizada se desarrolló a mediados del siglo XIX, a medida que el bombeo de vapor se hizo más común y mejores tuberías que podían soportar presiones más altas. En el Reino Unido, los tubos verticales consistían en tubos altos, expuestos, en forma de N, utilizados para aliviar la presión y proporcionar una elevación fija para los motores de bombeo impulsados por vapor que tendían a producir un flujo pulsante, mientras que el sistema de distribución de agua presurizada requería una presión constante. Los tubos verticales también proporcionaron una ubicación fija conveniente para medir las tasas de flujo. Los diseñadores normalmente encerraban los tubos ascendentes en mampostería decorativa o estructuras de madera. A finales del siglo XIX, las fuentes de agua crecieron para incluir tanques de almacenamiento para satisfacer las crecientes demandas de las ciudades en crecimiento.
Muchas de las primeras torres de agua ahora se consideran históricamente significativas y se han incluido en varios listados de patrimonio en todo el mundo. Algunos se convierten en apartamentos o áticos exclusivos. En ciertas áreas, como la ciudad de Nueva York en los Estados Unidos, se construyen torres de agua más pequeñas para edificios individuales. En California y algunos otros estados, las torres de agua domésticas rodeadas por revestimientos (tanques) se construyeron una vez (1850-1930) para abastecer hogares individuales; los molinos de viento bombeaban agua de pozos excavados a mano hasta el tanque en Nueva York.
Las torres de agua se utilizaron para suministrar agua a las locomotoras de vapor en las líneas de ferrocarril. Las primeras locomotoras de vapor requerían paradas de agua cada 11 a 16 km.

## Diseño y construcción

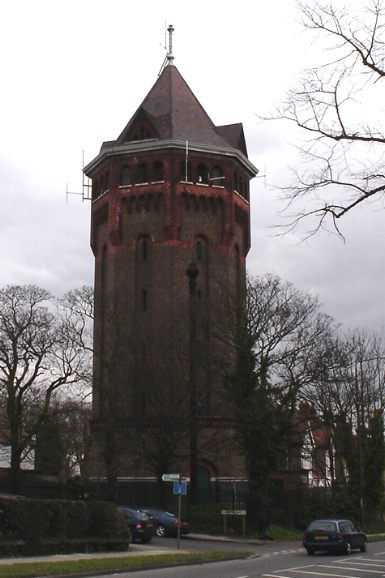
La torre de agua Shooter's Hill es un hito local en Londres, Reino Unido. Las torres de agua son comunes en los suburbios de Londres.

Se puede utilizar una variedad de materiales para construir una torre de agua típica. El acero y el hormigón armado o pretensado son los más utilizados (también se utilizan madera, fibra de vidrio o ladrillo), incorporando un revestimiento interior para proteger el agua de los efectos del material de revestimiento. El depósito de la torre puede ser esférico, cilíndrico o elipsoide, con una altura mínima de aproximadamente 6 metros (20 pies) y un mínimo de 4 m de diámetro. Una torre de agua estándar generalmente tiene una altura de aproximadamente 40 m.

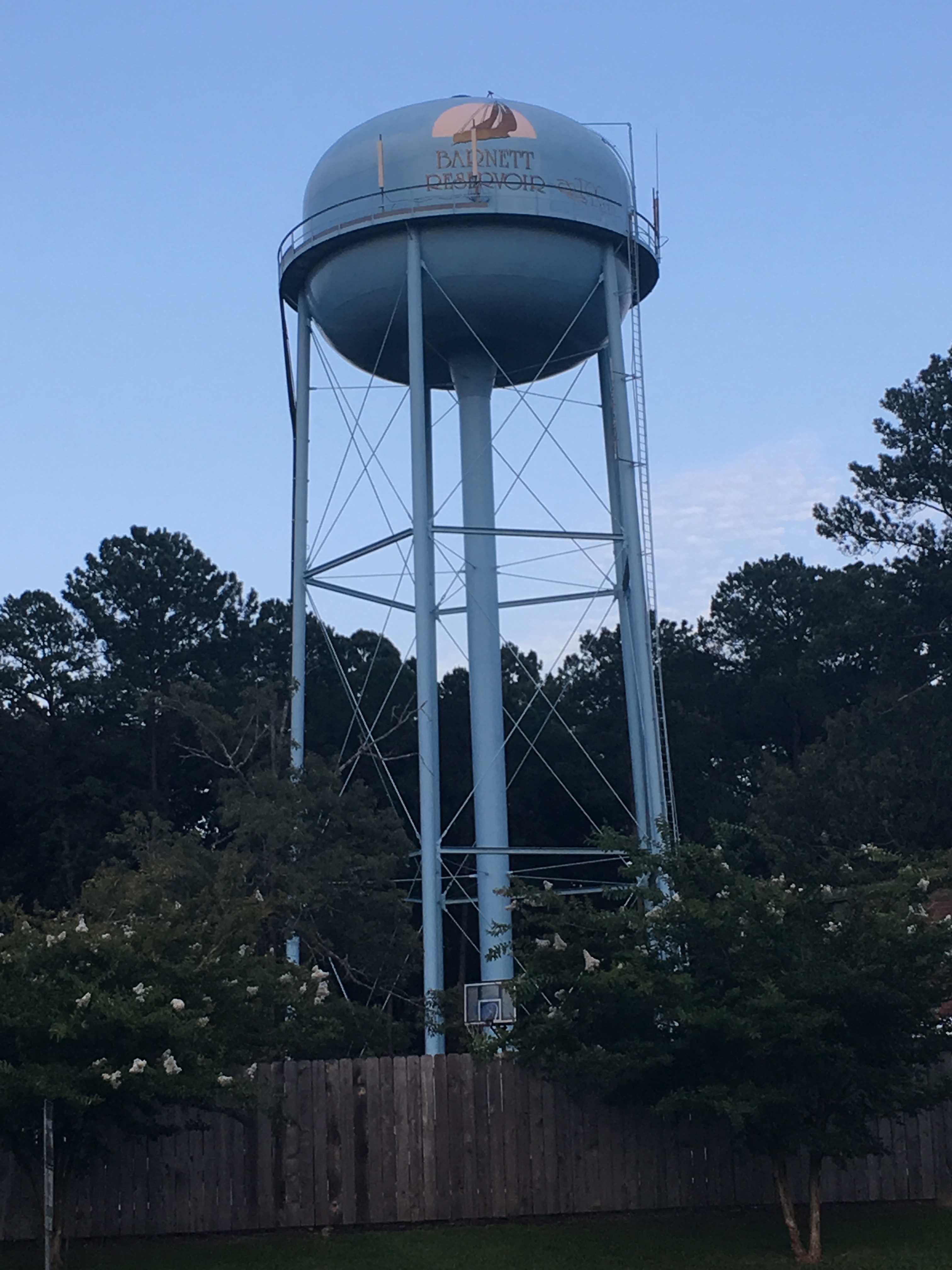
Torre de agua del depósito Ross Barnett en Misisipi

La presurización ocurre a través de la presión hidrostática de la elevación del agua; por cada 10,20 centímetros de elevación, produce 1 kilopascal de presión. Por lo cual 30 m de elevación producen aproximadamente 300 kPa, que es suficiente presión para operar y satisfacer la mayoría de los requisitos del sistema de distribución y presión de agua doméstica.
La altura de la torre proporciona la presión para el sistema de suministro de agua y se puede complementar con una bomba. El volumen del depósito y el diámetro de la tubería proporcionan y mantienen el caudal. Sin embargo, depender de una bomba para proporcionar presión es caro; para mantenerse al día con la demanda variable, la bomba debería tener el tamaño adecuado para satisfacer las demandas máximas. Durante los períodos de baja demanda, las bombas jockey se utilizan para cumplir con estos requisitos de flujo de agua más bajos. La torre de agua reduce la necesidad de consumo eléctrico de bombas cíclicas y, por tanto, la necesidad de un costoso sistema de control de bombas, ya que este sistema tendría que tener el tamaño suficiente para proporcionar la misma presión a altos caudales.
Se necesitan volúmenes y caudales muy altos para combatir incendios. Con una torre de agua presente, las bombas se pueden dimensionar para la demanda promedio, no para la demanda pico; la torre de agua puede proporcionar presión de agua durante el día y las bombas volverán a llenar la torre de agua cuando la demanda sea menor.
El uso de redes de sensores inalámbricos para monitorear los niveles de agua dentro de la torre permite a los municipios monitorear y controlar automáticamente las bombas sin instalar y mantener costosos cables de datos.

## Arquitectura

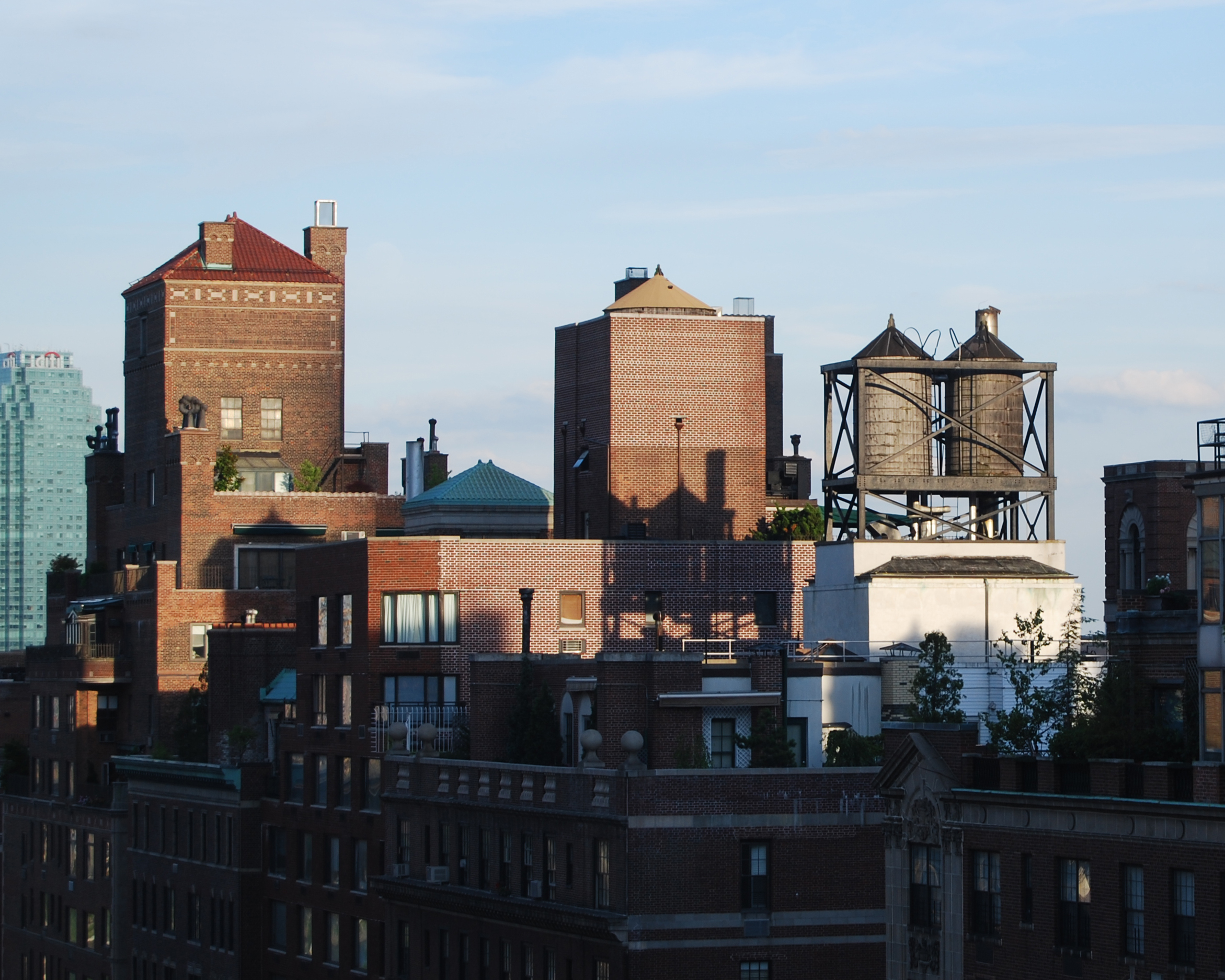
Torres de agua en la azotea en edificios de apartamentos en East 57th Street en la ciudad de Nueva York

La imagen adyacente muestra tres enfoques arquitectónicos para incorporar estos tanques en el diseño de un edificio, uno en East 57th Street en la ciudad de Nueva York. De izquierda a derecha, una estructura de ladrillo completamente cerrada y ornamentadamente decorada, una estructura de ladrillo sin techo simple y sin adornos que oculta la mayor parte pero revela la parte superior del tanque, y una estructura utilitaria simple que no hace ningún esfuerzo por ocultar los tanques o incorporarlos de otra manera en el diseño del edificio.
La tecnología data al menos del siglo XIX, y durante mucho tiempo la ciudad de Nueva York requirió que todos los edificios de más de seis pisos estuvieran equipados con una torre de agua en la azotea. Dos empresas en Nueva York construyen torres de agua, las cuales son empresas familiares en funcionamiento desde el siglo XIX.
Los constructores originales de torres de agua eran fabricantes de barriles que ampliaron su oficio para satisfacer una necesidad moderna a medida que los edificios de la ciudad crecían en altura. Incluso hoy en día, no se usa sellador para retener el agua. Las paredes de madera de la torre de agua se mantienen unidas con cables o correas de acero, pero el agua se filtra a través de los huecos cuando se llena por primera vez. A medida que el agua satura la madera, esta se hincha, los huecos se cierran y se vuelven impermeables. Las torres de agua en la azotea almacenan entre 25 000 a 50 000 litros de agua hasta que se necesite en el edificio de abajo. La porción superior de agua se extrae de la parte superior para el uso diario, mientras que el agua en la parte inferior de la torre se mantiene en reserva para combatir el fuego. Cuando el agua cae por debajo de cierto nivel, un interruptor de presión, un interruptor de nivel o una válvula de flotador activará una bomba o abrirá una tubería de agua pública para volver a llenar la torre de agua.

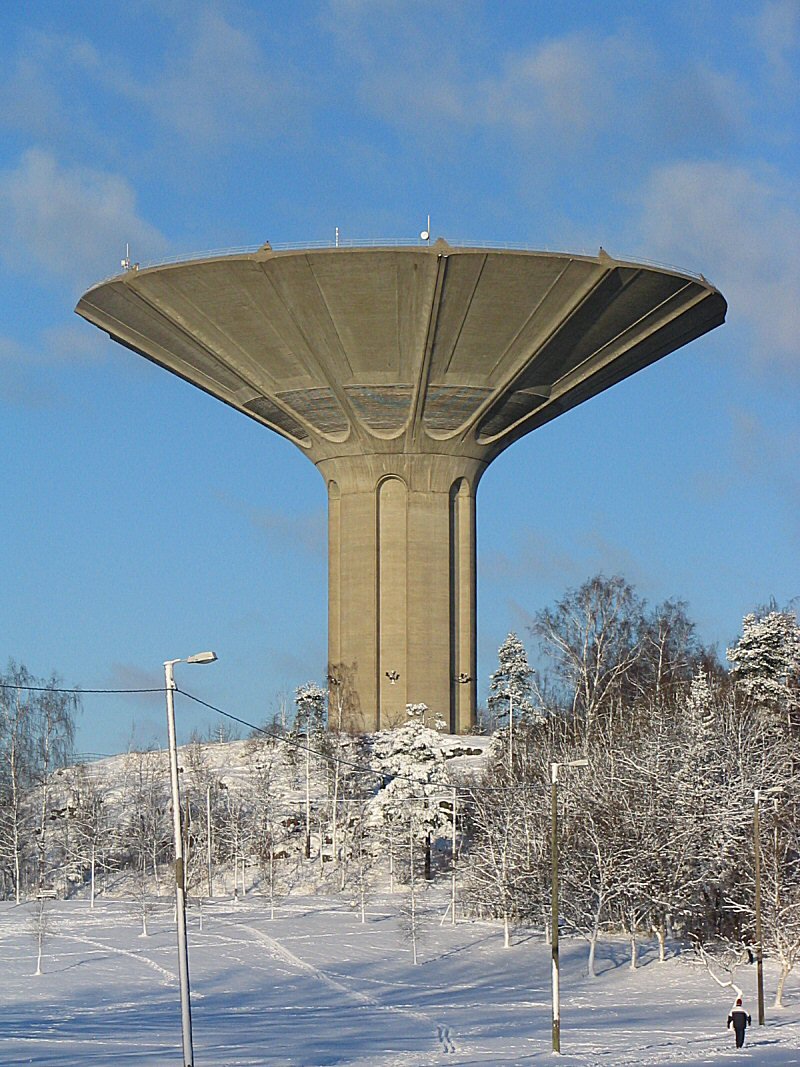
La torre de agua de hormigón en forma de hongo de Roihuvuori en Helsinki, Finlandia, fue construida en la década de 1970. Es de 52 m de alta y puede contener 12 000 m^{3} de agua.

Los arquitectos y constructores han adoptado diversos enfoques para incorporar torres de agua en el diseño de sus edificios. En muchos edificios comerciales grandes, las torres de agua están completamente ocultas detrás de una extensión de la fachada del edificio. Por razones estéticas, los edificios de apartamentos a menudo encierran sus tanques en estructuras de techo, ya sea simples cajas de techo sin adornos o estructuras ornamentadas destinadas a mejorar el atractivo visual del edificio. Muchos edificios, sin embargo, dejan sus torres de agua a la vista sobre estructuras de armazón utilitarias.
Las torres de agua son comunes en la India, donde el suministro de electricidad es errático en la mayoría de los lugares.
Si las bombas fallan (como durante un corte de energía), se perderá la presión del agua, lo que podría causar problemas de salud pública. Muchos estados de EE. UU. requieren que se emita un "aviso de hervir el agua" si la presión del agua cae por debajo de 20 psi (140 kPa). Este aviso supone que la presión más baja podría permitir que los patógenos ingresen al sistema.
Algunos se han convertido para servir a los propósitos modernos, como por ejemplo, el Wieża Ciśnień (Torre de agua de Wrocław) en Breslavia, Polonia, que hoy es un complejo de restaurantes. Otros se han convertido para uso residencial.
Históricamente, los ferrocarriles que usaban locomotoras de vapor requerían un medio para reponer los ténderes de las locomotoras. Las torres de agua eran comunes a lo largo del ferrocarril. Los ténderes se reabastecieron generalmente por grúas de agua, que fueron alimentados por una torre de agua.
Algunas torres de agua también se utilizan como torres de observación, y algunos restaurantes, como el Goldbergturm en Sindelfingen, Alemania, o el segundo de los tres Kuwait Towers, en el estado de Kuwait. También es común utilizar torres de agua como ubicación de mecanismos de transmisión en el rango de UHF con poca potencia, por ejemplo para servicios cerrados de radiodifusión rural, radioafición o telefonía móvil.
En regiones montañosas, la topografía local puede sustituirse por estructuras para elevar los tanques. Estos tanques a menudo no son más que cisternas de hormigón colocadas en terrazas en las laderas de las colinas o montañas locales, pero funcionan de manera idéntica a la torre de agua tradicional. La parte superior de estos tanques se puede ajardinar o usar como parque, si se desea.

### Esferas y esferoides
La Chicago Bridge and Iron Company ha construido muchas de las esferas de agua y esferoides que se encuentran en los Estados Unidos. El sitio web World's Tallest Water Sphere describe la distinción entre una esfera de agua y un esferoide así:

Una esfera de agua es un tipo de torre de agua que tiene una gran esfera en la parte superior de su poste. La esfera parece una pelota de golf sobre un tee o una piruleta redonda. Una sección transversal de una esfera en cualquier dirección (este-oeste, norte-sur o de arriba abajo) es un círculo perfecto. Un esferoide de agua parece una esfera de agua, pero la parte superior es más ancha que alta. Un esferoide parece una almohada redonda algo aplanada. Una sección transversal de un esferoide en dos direcciones (este-oeste o norte-sur) es una elipse, pero en una sola dirección (arriba-abajo) es un círculo perfecto. Tanto las esferas como los esferoides son elipsoides de casos especiales: las esferas tienen simetría en 3 direcciones, los esferoides tienen simetría en 2 direcciones. Los elipsoides escalenos tienen 3 ejes de longitud desigual y tres secciones transversales desiguales.

La Union Watersphere es una torre de agua coronada por un tanque de agua en forma de esfera en Union, New Jersey, y caracterizada como la Esfera de Agua Más Alta del Mundo.
Un artículo de Star Ledger sugirió una torre de agua en Erwin, Carolina del Norte completada a principios de 2012, 66,98 m de alta y sosteniendo 1900 m3, se había convertido en la esfera de agua más alta del mundo. Sin embargo, las fotografías de la torre de agua de Erwin revelaron que la nueva torre era un esferoide de agua.
La torre de agua en Braman, Oklahoma, construida por la Kaw Nation y terminada en 2010, de 67,2 m alta y puede sostener 1300 m3. Ligeramente más alta que la Union Watersphere pero también es un esferoide..
Otra torre en Oklahoma, construida en 1986 y anunciada como la "torre de agua más grande del país", es de 66 m y 1,900 m3, y se encuentra en Edmond.
El Earthoid, un tanque perfectamente esférico ubicado en Germantown, Maryland es de 30 m de altura y contiene 7600 m3 de agua. El nombre se toma de que está pintado para parecerse a un globo terráqueo.
El tanque en forma de pelota de golf de la torre de agua en Gonzales, California está sostenido por tres patas tubulares y alcanza aproximadamente 38 m de alto.
Las Watertoren (o Torres de agua) en Eindhoven, Países Bajos contienen tres tanques esféricos, cada uno de 10 m de diámetro y capaz de contener 500 metros cúbicos de agua, en tres torres de 43,45 m se completaron en 1970.

## Decoración

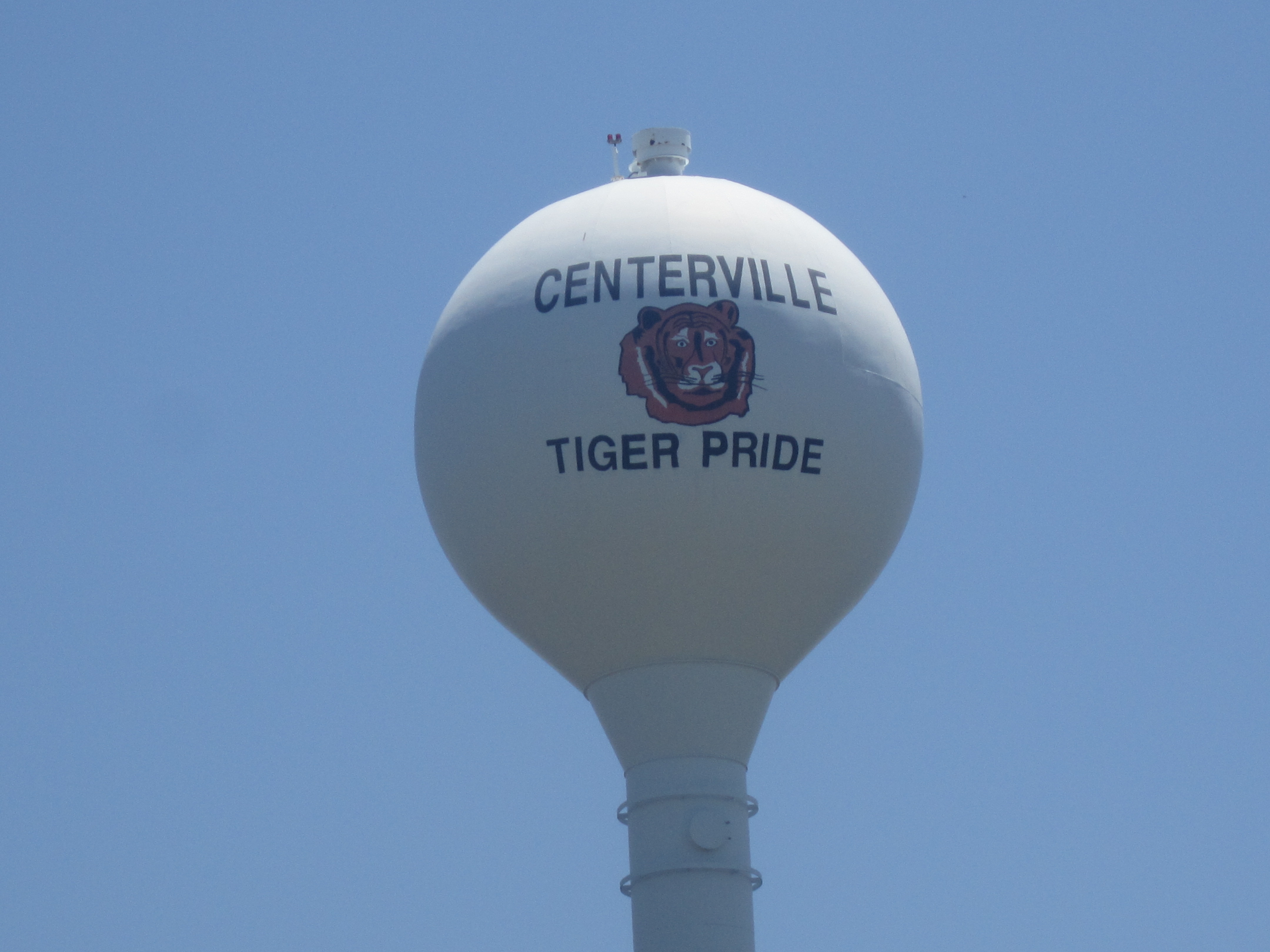
Torre con la mascota de la escuela secundaria local, un tigre (Centerville, Texas).

Las torres de agua se pueden rodear con revestimientos ornamentados que incluyen ladrillos de lujo, un gran enrejado cubierto de hiedra o simplemente se pueden pintar. Algunas torres de agua de la ciudad tienen el nombre de la ciudad pintado en letras grandes en el techo, como ayuda para la navegación de los aviadores y automovilistas. A veces, la decoración puede ser divertida. Un ejemplo de esto son las torres de agua construidas una al lado de la otra, etiquetadas como CALIENTE y FRÍA. Las ciudades de los Estados Unidos que poseen torres de agua una al lado de la otra etiquetadas como CALIENTE y FRÍA incluyen Granger, Iowa; Canton, Kansas; Pratt, Kansas ySt. Clair, Misuri; Eveleth, Minnesota, en un momento tuvo dos torres de este tipo, pero ya no las tiene.
Muchas ciudades pequeñas de los Estados Unidos usan sus torres de agua para publicitar el turismo local, los equipos deportivos de sus escuelas secundarias locales u otros hechos notables a nivel local. Se construyó una torre de agua "en forma de hongo" en Örebro, Suecia, y contiene casi dos millones de galones de agua.

## Galería

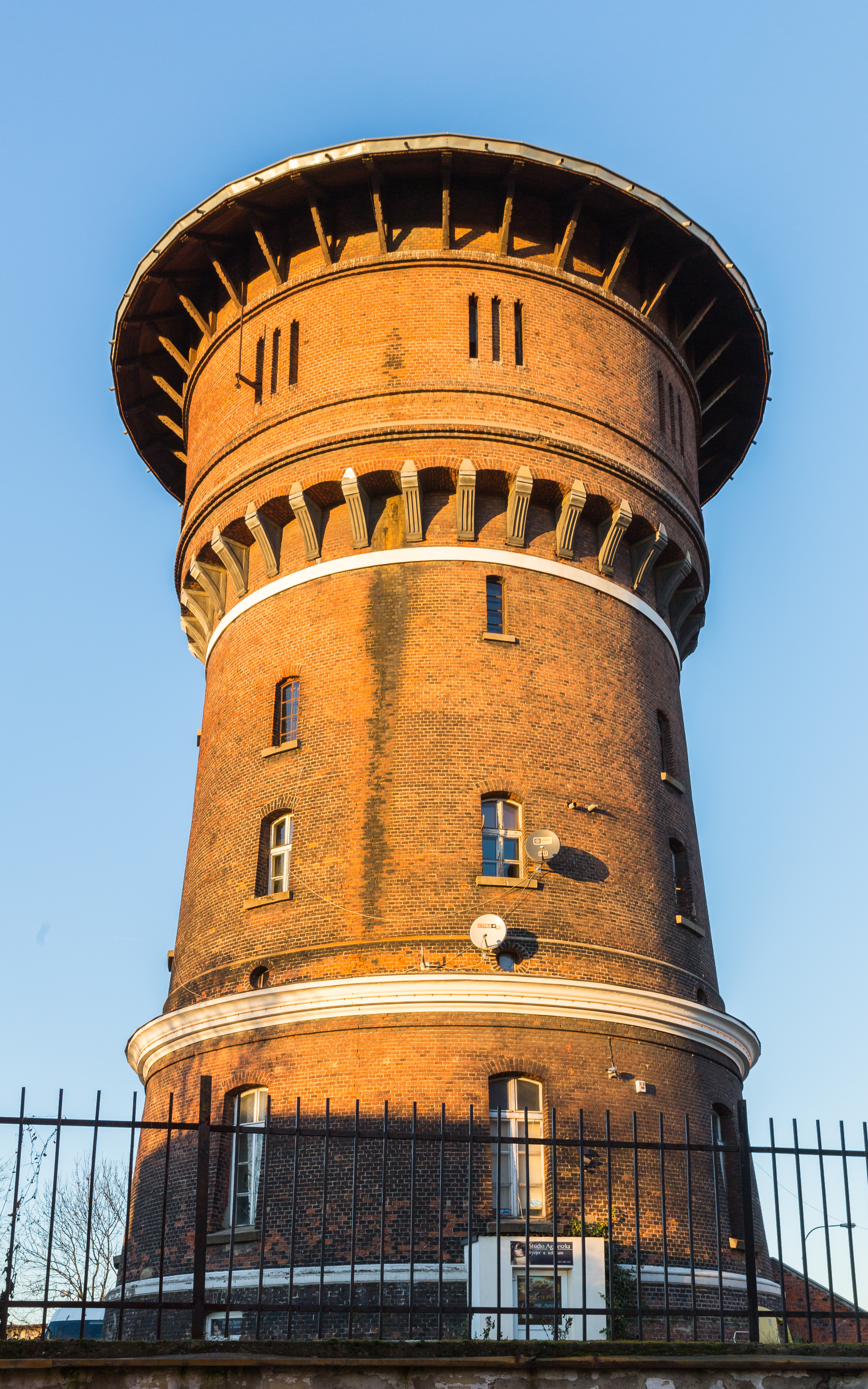
Gniezno, Polonia.
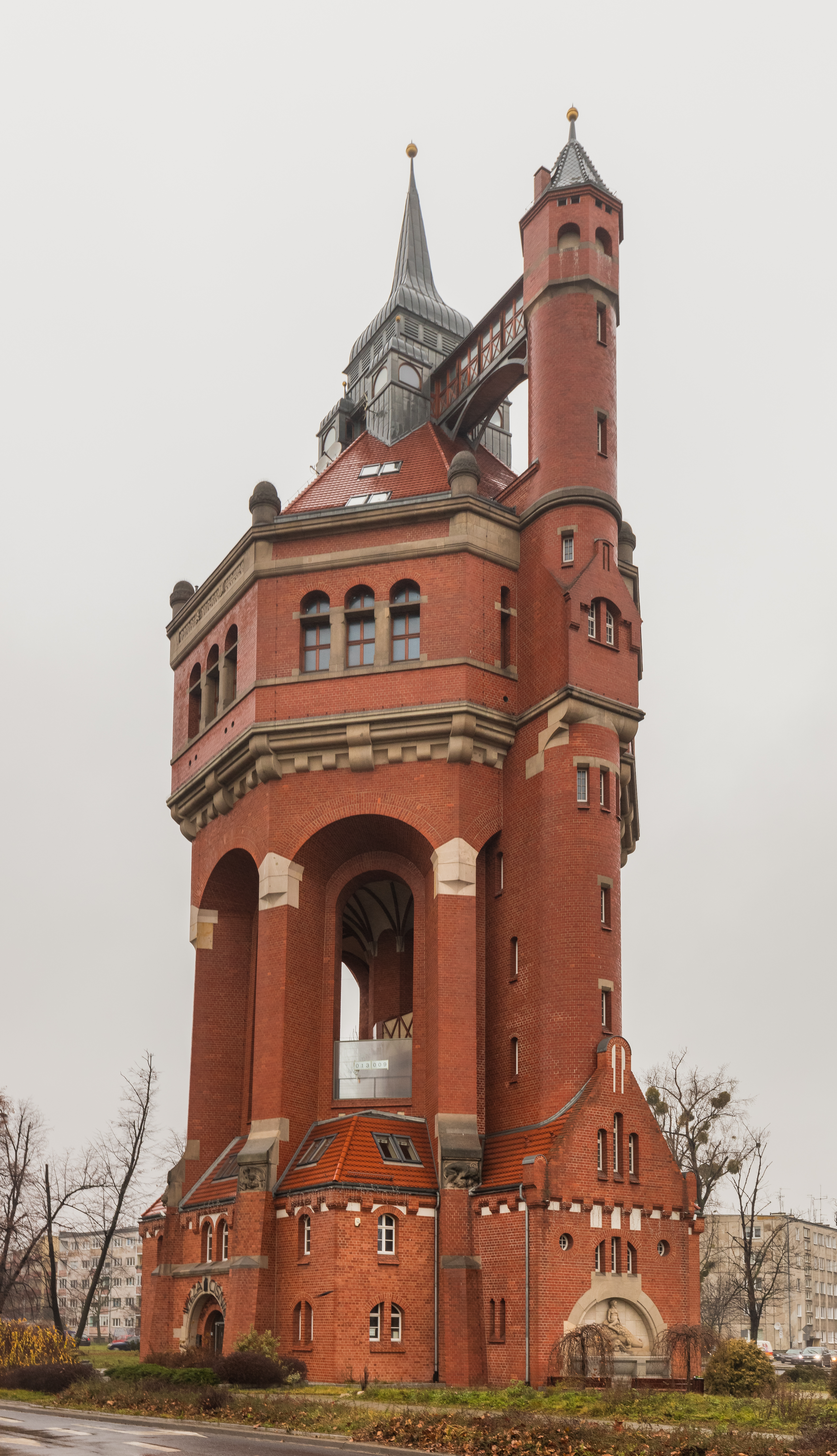
Breslavia, Polonia.
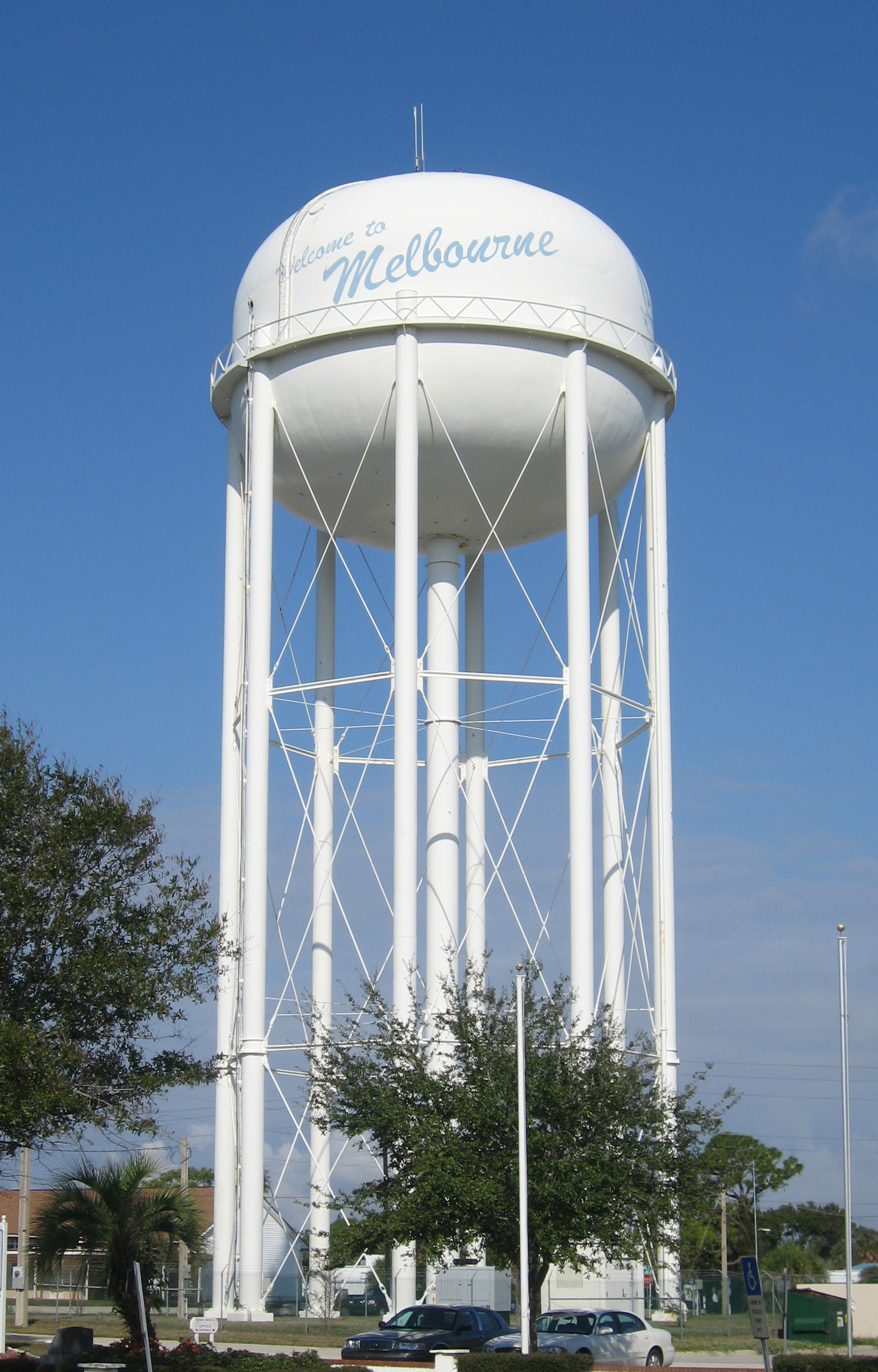
Florida, EE.UU.
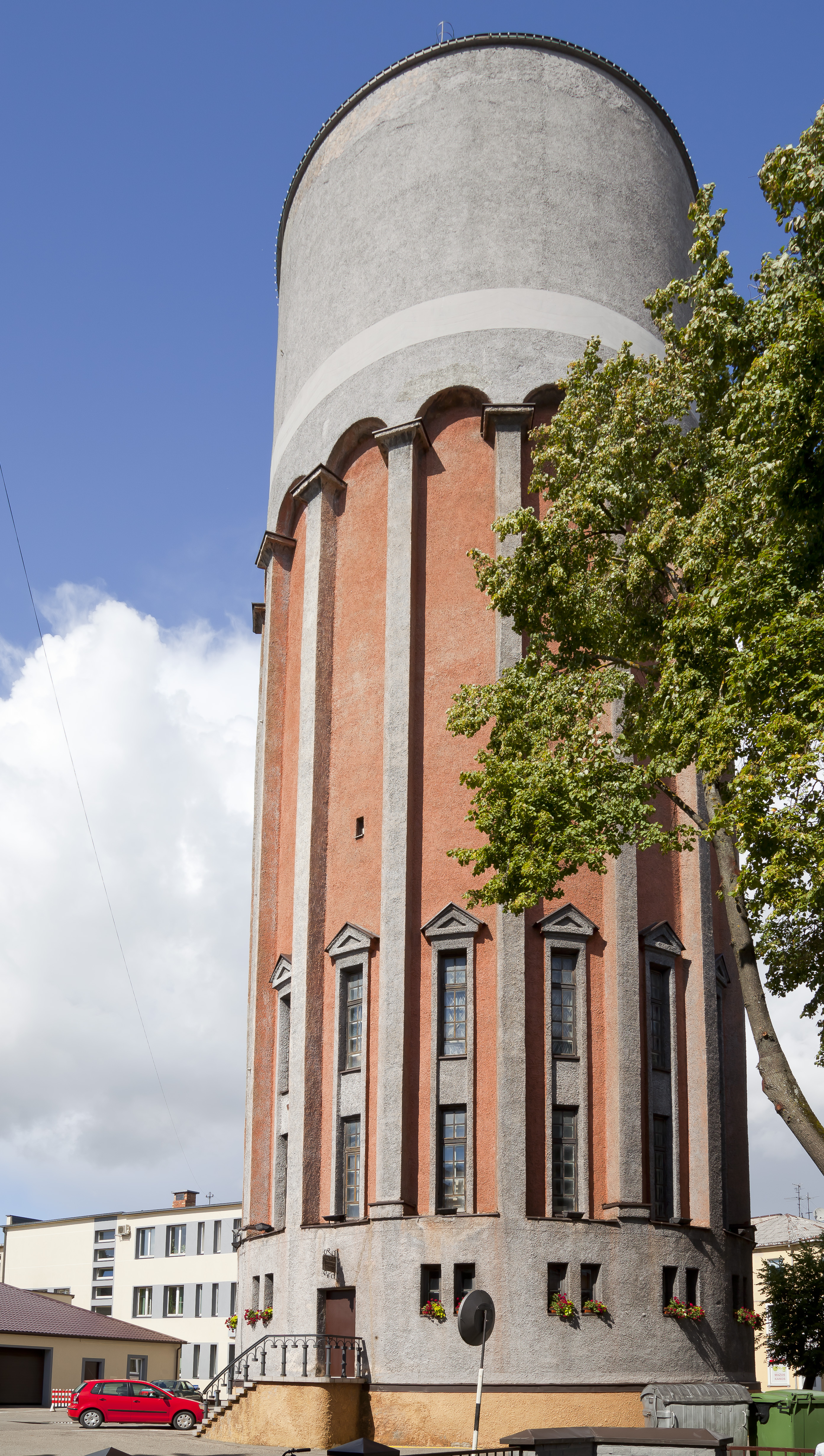
Siauliai, Lituania.
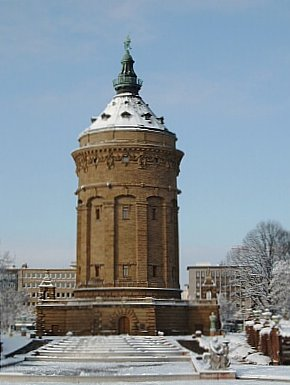
Mannheim, Alemania.
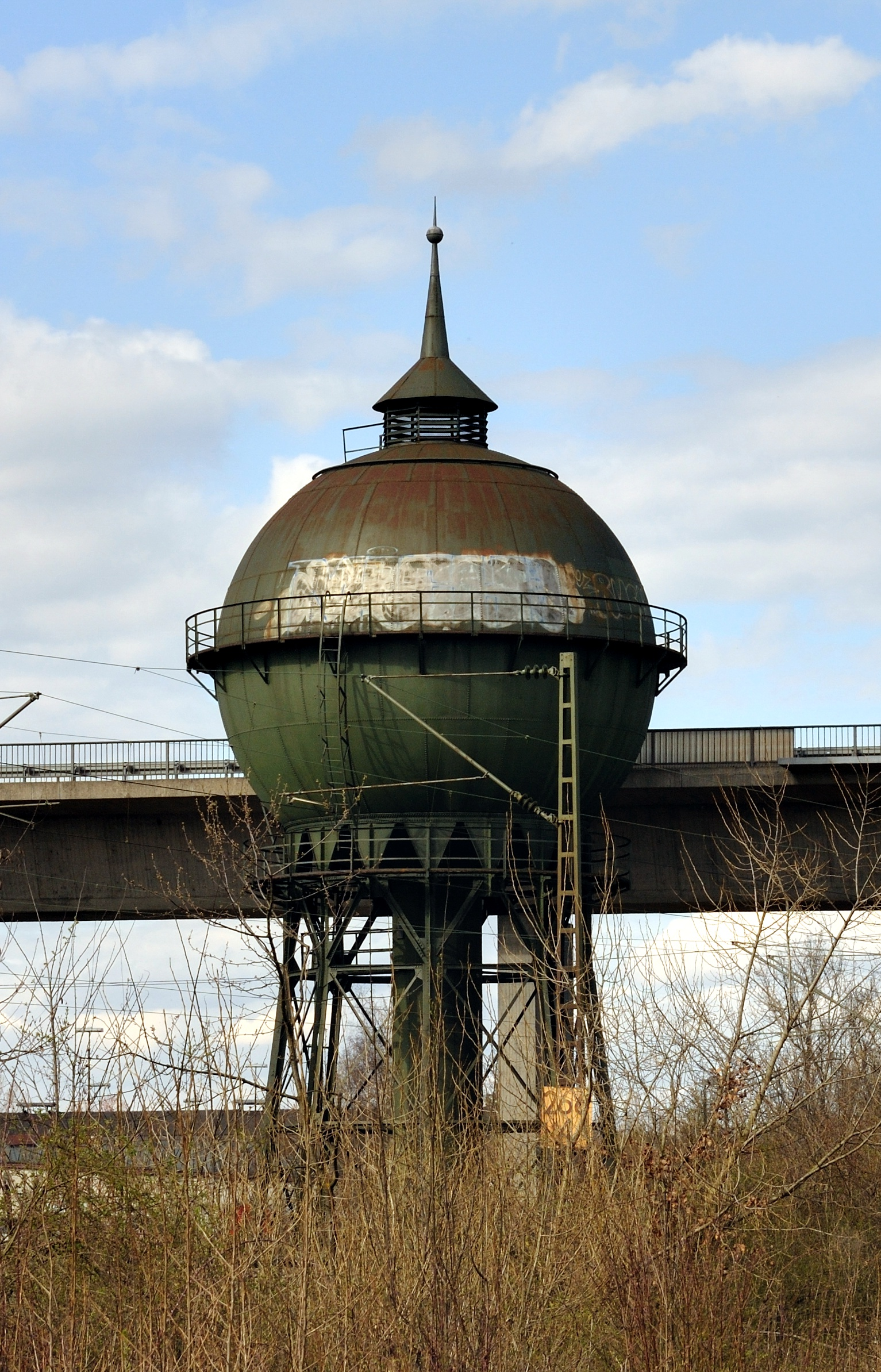
Weil am Rhein, Alemania.
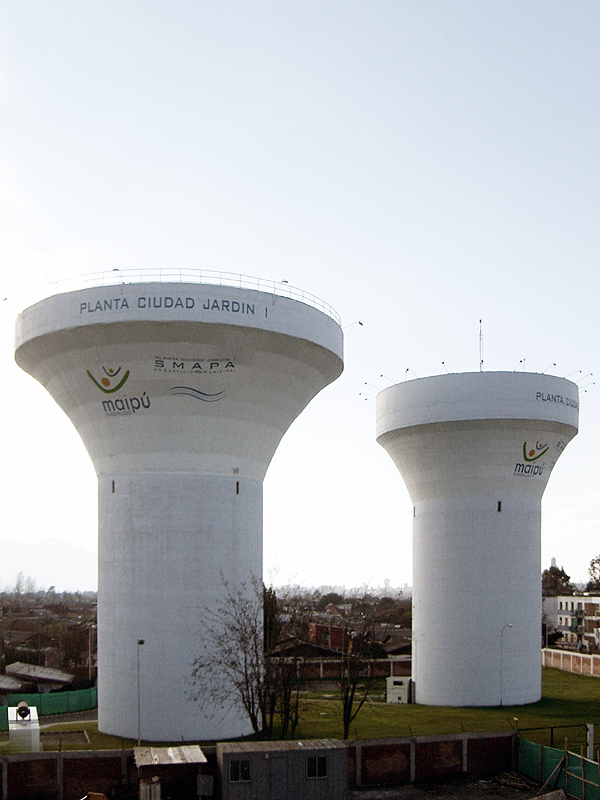
Maipú, Chile
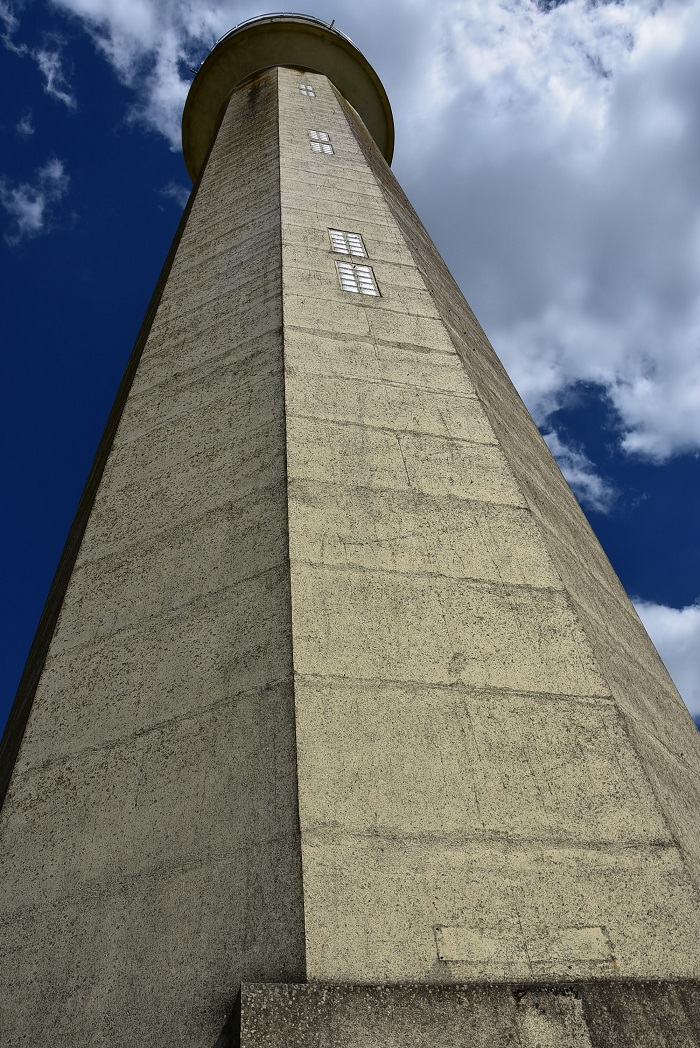
St-Christophe, Francia